# 1970 no desporto

## Agenda
- 31 de maio - Realização da IX Copa do Mundo de Futebol no México.[1]
- 7 de setembro - Inaugurado o Autódromo Internacional de Cascavel.
- 10 de dezembro - É fundada em Nova York, EUA, a legendária equipe de futebol estadunidense, o New York Cosmos.[2]

### Automobilismo
- 17 de julho - Emerson Fittipaldi estreia na Fórmula 1 largando na 21ª posição no GP da Grã Bretanha, Brands Hatch.[3]
- 18 de julho - Em sua prova de estreia, Emerson Fittipaldi termina em 8º lugar, o GP da Grã-Bretanha.[4]
- 2 de agosto - Emerson Fittipaldi termina em 4º o GP da Alemanha e marca seus primeiros 3 pontos na carreira.[5]
- 5 de setembro - Jochen Rindt falece nos treinos do GP da Itália, Monza.[6]
- 4 de outubro - Emerson Fittipaldi vence o GP dos Estados Unidos, Watkins Glen, a sua primeira vitória na carreira e também a primeira para o Brasil na Fórmula 1.[7]
- 9 de outubro - Em Paris, França, a Comissão Esportiva da Federação Internacional de Automobilismo decidiu dar postumamente o título de campeão mundial de Fórmula ao austríaco Jochen Rindt. A Federação se limitou a aplicar o regulamento que estipula: "será declarado campeão do mundo o piloto que totalizar o maior número de pontos" sem precisar se o piloto tem que estar necessariamente vivo.[8]

### Basquete
- 8 de maio - O New York Knicks é campeão da NBA, após bater o Los Angeles Lakers por 113 a 99, fechando a série em 4-3.[9]

### Futebol
- 28 de abril - O Arsenal, da Inglaterra, é campeão do Inter-Cities Fairs Cup (atual Taça UEFA).
- 6 de maio - O Feyenoord vence o Celtic por 2 a 1 (1 a 1 no tempo normal e 1 a 0 na prorrogação) em San Siro, Milão, e torna-se campeão da Liga dos Campeões da Europa.[10]
- 27 de maio - O Estudiantes de La Plata empata em 0 a 0 com o Peñarol em Montevidéu, e torna-se tricampeão e seguido da Libertadores da América. No jogo de ida em La Plata, o Estudiantes venceu-o por 1 a 0.[11]
- 21 de junho - O Brasil vence a Itália por 4 a 1 e é tricampeão do Mundo, e a posse definitiva da Taça Jules Rimet.[12][13]
- 12 de agosto - Fundação do Paris Saint-Germain Football Club.
- 6 de setembro - O Santa Cruz é bicampeão  pernambucano.[14]
- 30 de agosto - O Atlético Mineiro é campeão mineiro com três rodadas de antecedência.[15]
- 9 de setembro - O Feyenoord vence o Estudiantes por 1 a 0 em Roterdã e torna-se campeão mundial de clubes. No jogo de ida em La Bombonera, Buenos Aires, o clube holandês empatou em 2 a 2.[16][17]
- 9 de setembro - O São Paulo é campeão paulista com uma rodada de antecedência.[18]
- 17 de setembro -  O Vasco da Gama é campeão carioca com uma rodada de antecedência.[19]
- 1 de outubro - O Internacional é bicampeão gaúcho.[20]
- 7 de outubro - O Ferroviário é campeão cearense.[21]
- 15 de novembro - O Fast é campeão amazonense.
- 29 de novembro - O Ferroviário é campeão catarinense.[22]
- 13 de dezembro - O Atlético Goianiense é campeão goiano.[23]
- 20 de dezembro - O Fluminense é campeão brasileiro.[24][25]

## Nascimentos
| Data            | Nome                    | Profissão                       | Nacionalidade  | Observações | Ref    |
| --------------- | ----------------------- | ------------------------------- | -------------- | ----------- | ------ |
| 5 de janeiro    | Yuri Kovtun             | futebolista                     | Rússia         |             |        |
| 6 de janeiro    | Gabriele Reece          | jogadora de vôlei e modelo      | Estados Unidos |             |        |
| 6 de janeiro    | Leonardo Astrada        | treinador e futebolista         | Argentina      |             |        |
| 7 de janeiro    | João Ricardo            | futebolista                     | Angola         |             |        |
| 6 de janeiro    | Axel Rodrigues          | futebolista                     | Brasil         |             |        |
| 9 de janeiro    | Paulinho Kobayashi      | ex-futebolista                  | Brasil         |             |        |
| 13 de janeiro   | Marco Pantani           | ciclista                        | Itália         | m. 2004     |        |
| 15 de janeiro   | Daniel Borimirov        | futebolista                     | Bulgária       |             |        |
| 21 de janeiro   | Alen Bokšić             | futebolista                     | Croácia        |             |        |
| 23 de janeiro   | Moreno Torricelli       | futebolista                     | Itália         |             |        |
| 23 de janeiro   | Oleg Ovsyannikov        | patinador artístico             | Rússia         |             |        |
| 24 de janeiro   | Roberto Bonano          | futebolista                     | Argentina      |             |        |
| 27 de janeiro   | Tatiana Menchova        | jogadora de vôlei               | Rússia         |             |        |
| 1 de fevereiro  | Malik Sealy             | jogador de basquete             | Estados Unidos | m. 2000     | [ 26 ] |
| 2 de fevereiro  | Roar Strand             | futebolista                     | Noruega        |             |        |
| 3 de fevereiro  | Óscar Córdoba           | futebolista                     | Colômbia       |             |        |
| 4 de fevereiro  | Marina Eltsova          | patinadora artística            | Rússia         |             |        |
| 8 de fevereiro  | Alonzo Mourning         | jogador de basquete             | Estados Unidos |             |        |
| 10 de fevereiro | Noureddine Naybet       | futebolista                     | Marrocos       |             |        |
| 16 de fevereiro | Angelo Peruzzi          | futebolista                     | Itália         |             |        |
| 28 de fevereiro | Noureddine Morceli      | atleta, meio-fundista           | Argélia        |             |        |
| 1 de março      | Carlos María Morales    | futebolista                     | Uruguai        |             |        |
| 4 de março      | Àlex Crivillé           | motociclista                    | Espanha        |             |        |
| 14 de março     | Júnior Baiano           | futebolista                     | Brasil         |             |        |
| 17 de março     | Florin Răducioiu        | futebolista                     | Roménia        |             |        |
| 19 de março     | Michael Krumm           | piloto de automobilismo         | Alemanha       |             |        |
| 23 de março     | Pedro Couceiro          | piloto de automobilismo         | Portugal       |             | [ 27 ] |
| 26 de março     | Paul Bosvelt            | futebolista                     | Países Baixos  |             |        |
| 30 de março     | Rodrigo Barrera         | futebolista                     | Chile          |             |        |
| 6 de abril      | Igor Chugaynov          | futebolista                     | Rússia         |             |        |
| 26 de abril     | Viktors Ignatjevs       | hoquista                        | Letônia        |             |        |
| 28 de abril     | Diego Simeone           | futebolista e treinador         | Argentina      |             |        |
| 29 de abril     | Andre Agassi            | tenista                         | Estados Unidos |             |        |
| 8 de maio       | Luis Enrique            | futebolista                     | Espanha        |             |        |
| 12 de maio      | Barry Pepper            | golfista                        | Canadá         |             |        |
| 12 de maio      | Carlos Secretário       | futebolista                     | Portugal       |             |        |
| 14 de maio      | Tibor Selymes           | futebolista                     | Roménia        |             |        |
| 15 de maio      | Ronald de Boer          | futebolista                     | Países Baixos  |             |        |
| 15 de maio      | Frank de Boer           | futebolista                     | Países Baixos  |             |        |
| 16 de maio      | Gabriela Sabatini       | tenista                         | Argentina      |             |        |
| 20 de maio      | Pedro Paulo Diniz       | piloto de automobilismo         | Brasil         |             |        |
| 23 de maio      | Bryan Herta             | piloto de automobilismo         | Estados Unidos |             |        |
| 29 de maio      | Roberto Di Matteo       | futebolista                     | Itália         |             |        |
| 1 de junho      | Alexi Lalas             | futebolista                     | Estados Unidos |             |        |
| 4 de junho      | Marco Aurélio Siqueira  | futebolista                     | Brasil         |             |        |
| 7 de junho      | Ronaldo da Costa        | maratonista                     | Brasil         |             |        |
| 7 de junho      | Cafu                    | futebolista                     | Brasil         |             |        |
| 11 de junho     | Alex Barron             | piloto de automobilismo         | Estados Unidos |             |        |
| 11 de junho     | Miguel Ramírez          | futebolista                     | Chile          |             |        |
| 14 de junho     | Tetsuya Harada          | motociclista                    | Japão          |             |        |
| 16 de junho     | Phil Mickelson          | golfista                        | Estados Unidos |             |        |
| 16 de junho     | Cobi Jones              | futebolista                     | Estados Unidos |             |        |
| 18 de junho     | Ştefan Preda            | futebolista                     | Roménia        |             |        |
| 19 de junho     | Quincy Watts            | atleta                          | Estados Unidos |             |        |
| 25 de junho     | Erki Nool               | atleta, decatleta               | Estónia        |             |        |
| 4 de julho      | Tony Vidmar             | futebolista                     | Austrália      |             |        |
| 7 de julho      | Erik Zabel              | ciclista                        | Alemanha       |             |        |
| 14 de julho     | Natalia Mishkutenok     | patinadora artística            | Rússia         |             |        |
| 23 de julho     | Povilas Vanagas         | patinador artístico             | Lituânia       |             |        |
| 28 de julho     | Isabelle Brasseur       | patinadora artística            | Canadá         |             |        |
| 30 de julho     | Eugenio Corini          | futebolista                     | Itália         |             |        |
| 2 de agosto     | Ricardo Tavarelli       | futebolista                     | Paraguai       |             |        |
| 6 de agosto     | Pedro Barbosa           | futebolista                     | Portugal       |             |        |
| 11 de agosto    | Gianluca Pessotto       | futebolista                     | Itália         |             |        |
| 13 de agosto    | Pedro Roma              | futebolista                     | Portugal       |             |        |
| 13 de agosto    | Alan Shearer            | futebolista                     | Inglaterra     |             |        |
| 14 de agosto    | Carlos Germano          | futebolista                     | Brasil         |             |        |
| 17 de agosto    | Jim Courier             | tenista                         | Estados Unidos |             |        |
| 20 de agosto    | Celso Ayala             | futebolista                     | Paraguai       |             |        |
| 21 de agosto    | Paulo Guerra            | atleta de corta-mato            | Portugal       |             |        |
| 24 de agosto    | Tugay Kerimoğlu         | futebolista                     | Turquia        |             |        |
| 25 de agosto    | Ronald Waterreus        | futebolista                     | Países Baixos  |             |        |
| 27 de agosto    | Edson Cholbi Nascimento | futebolista                     | Brasil         |             |        |
| 30 de agosto    | Paulo Sousa             | futebolista                     | Portugal       |             |        |
| 3 de setembro   | Gareth Southgate        | futebolista e treinador         | Inglaterra     |             |        |
| 6 de setembro   | Stéphane Guivarc'h      | futebolista                     | França         |             |        |
| 7 de setembro   | Giovane Gavio           | jogador de vôlei                | Brasil         |             |        |
| 8 de setembro   | Latrell Sprewell        | jogador de basquete             | Estados Unidos |             |        |
| 16 de setembro  | Yuriy Nykyforov         | ex-futebolista                  | Rússia         |             |        |
| 20 de setembro  | Gert Verheyen           | futebolista                     | Bélgica        |             |        |
| 22 de setembro  | Emmanuel Petit          | futebolista                     | França         |             |        |
| 26 de setembro  | Marco Etcheverry        | futebolista                     | Bolívia        |             |        |
| 28 de setembro  | Gualter Salles          | piloto de automobilismo         | Brasil         |             |        |
| 29 de setembro  | Memo Gidley             | piloto de automobilismo         | Estados Unidos |             |        |
| 30 de setembro  | Damian Mori             | futebolista                     | Austrália      |             |        |
| 1 de outubro    | Sergey Ovchinnikov      | futebolista                     | Rússia         |             |        |
| 1 de outubro    | Moses Kiptanui          | atleta                          | Quênia         |             |        |
| 4 de outubro    | Zdravko Zdravkov        | futebolista                     | Bulgária       |             |        |
| 6 de outubro    | Fredrik Ekblom          | piloto de automobilismo         | Suécia         |             |        |
| 16 de outubro   | Mehmet Scholl           | futebolista                     | Alemanha       |             |        |
| 18 de outubro   | Alex Barros             | piloto de motocicilismo         | Brasil         |             |        |
| 19 de outubro   | Nouria Mérah-Benida     | atleta, meio-fundista           | Argélia        |             |        |
| 22 de outubro   | Winston Bogarde         | futebolista                     | Países Baixos  |             |        |
| 24 de outubro   | José Luis Calderón      | futebolista                     | Argentina      |             |        |
| 24 de outubro   | Antônio Tenório         | judoca paralímpico              | Brasil         |             |        |
| 26 de outubro   | Carlos Amarilla         | árbitro                         | Paraguai       |             |        |
| 27 de outubro   | Alain Boghossian        | futebolista                     | França         |             |        |
| 29 de outubro   | Edwin van der Sar       | futebolista                     | Países Baixos  |             |        |
| 29 de outubro   | Philip Cocu             | futebolista                     | Países Baixos  |             |        |
| 30 de outubro   | Xie Jun                 | enxadrista                      | China          |             |        |
| 8 de novembro   | José Porras             | futebolista                     | Costa Rica     |             |        |
| 12 de novembro  | Tonya Harding           | patinadora artística, boxeadora | Estados Unidos |             |        |
| 15 de novembro  | Patrick Mboma           | futebolista                     | Camarões       |             |        |
| 30 de novembro  | Natalie Williams        | jogadora de basquete            | Estados Unidos |             |        |
| 2 de dezembro   | Maksim Tarasov          | atleta, saltador com vara       | Rússia         |             |        |
| 3 de dezembro   | Christian Karembeu      | futebolista                     | França         |             |        |
| 14 de dezembro  | Jeff Pain               | piloto de skeleton              | Canadá         |             |        |
| 25 de dezembro  | Emmanuel Amunike        | futebolista                     | Nigéria        |             |        |
| 29 de dezembro  | Hidetoshi Mitsusada     | piloto de automobilismo         | Japão          |             |        |
| 29 de dezembro  | Enrico Chiesa           | futebolista                     | Itália         |             |        |
| 31 de dezembro  | Eronilde Araújo         | atleta                          | Brasil         |             |        |
| 31 de dezembro  | Driss Benzekri          | futebolista                     | Marrocos       |             |        |

## Mortes
| Data          | Nome         | Profissão     | Nacionalidade | Observações | Ref |
| ------------- | ------------ | ------------- | ------------- | ----------- | --- |
| 5 de Setembro | Jochen Rindt | automobilista | Áustria       | n. 1942     |     |